# Carol Sloane
Carol Sloane (eigentlich Carol Morvan, * 5. März 1937 in Providence, Rhode Island; † 23. Januar 2023 in Stoneham, Massachusetts) war eine US-amerikanische Jazz-Sängerin.

## Leben und Wirken
Carol Sloane begann ihre Karriere mit vierzehn Jahren, als sie mit der Band von Ed Drew in ihrer Heimatstadt auftrat. Um 1953 entstanden erste Aufnahmen mit dem Gitarristen George Barnes („So Long“/„Strange Power“); 1958 sang sie in Larry Elgarts Orchester, der ihr damals riet, ihren Namen in „Sloane“ zu ändern. Zu hören ist sie auf Elgarts LP Easy Goin’ Swing. 1959 nahm sie u. a. mit Bill Finegan, Chuck Wayne und Vinnie Burke Demo-Material auf, das in späteren Jahren auf dem Album Early Hours erschien. Sie sprang 1961 für Annie Ross in der Formation Lambert, Hendricks & Ross bei deren Konzerten im New Yorker Village Vanguard ein. Im selben Jahr trat sie beim Newport Jazz Festival auf, was zu einem Plattenvertrag bei Columbia Records führte. Das große Plattenlabel, bei dem zwei Alben erschienen, vermarktete sie jedoch als eine Art zweite Barbra Streisand, was keineswegs zu ihrer warmen, ruhigen Jazz-Phrasierung passen wollte. Auf Out of the Blue wurde Sloane von Musikern wie Nick Travis, Bob Brookmeyer, Al Klink Bernie Leighton und Barry Galbraith begleitet.
Bis zu den 1980er Jahren hatte sich Carol Sloane zu einer gereiften Jazz-Sängerin entwickelt; sie nahm eine Reihe von Alben für kleinere Plattenlabel wie  	Contemporary, Concord, High Note und Arbors Records auf und wurde dabei u. a. von Jazzmusikern wie Art Farmer, Tommy Flanagan, Rufus Reid, Kenny Barron, Phil Woods, Steve Turre und Frank Wess begleitet. Sie trat in den letzten Jahren vorwiegend in Japan auf, wo sie eine feste Fangemeinde hatte, sowie an der Nordostküste der Vereinigten Staaten und in New York. Auf ihrem letzten Album Live at Birdland, entstanden 2019, wurde Sloane von Scott Hamilton, Mike Renzi und Jay Leonhart begleitet.
Carol Sloane starb im Seniorenheim in Stoneham, Massachusetts, im Alter von 85 Jahren.

## Diskographie, Auswahl
- 1962: Out of the Blue (Columbia/Fresh Sound Records) mit Barry Galbraith, Art Davis, George Duvivier, Clark Terry, Nick Travis, Bob Brookmeyer
- 1988: Love You Madly (Contemporary) mit Art Farmer, Clifford Jordan, Kenny Barron, Kenny Burrell, Rufus Reid
- 1990: The Real Thing (Contemporary) mit Phil Woods, Grady Tate
- 1991: Heart’s Desire (Concord)
- 1993: Sweet and Slow (Concord)
- 1994: When I Look In Your Eyes (Concord)
- 1995: The Songs Carmen Sang (Concord) mit Phil Woods
- 1996: The Songs Sinatra Sang (Concord) mit Frank Wess
- 1997: The Songs Ella and Louis Sang (Concord) mit Clark Terry
- 2001: I Never Went Away (High Note)
- 2010: We’ll Meet Again (Arbors Records)